# Грюнвальд, Лиза
Лиза Грюнвальд Адлер (англ. Lisa Grunwald Adler, род. 1 июня 1959) — американская писательница.

## Биография
Лиза — автор шести романов и одной детской книги. Вместе со своим мужем, бывшим главным редактором Reuters Стивеном Дж. Адлером, она редактировала три антологии: «Брачная книга» (Simon & Schuster), «Письма века» (The Dial Press) и «Женские письма» (The Dial Press). Грюнвальд была редактором и писательницей в журналах Esquire, Avenue и Life, а также работала фрилансером для других изданий.
У Грюнвальд и Адлера двое детей, и они живут в Нью-Йорке. Она дочь покойной Беверли Сузер и редактора журнала Генри Грюнвальда. Она выросла на Манхэттене, где окончила школу Найтингейл-Бэмфорд, а затем Гарвардский колледж. Её сестра — Мэнди Грюнвальд, политический консультант, а брат — Питер Грюнвальд, кинопродюсер.

## Книги
- Time After Time, Random House (2019)[7]
- The Marriage Book, Simon & Schuster (2015)
- The Irresistible Henry House, Random House (2010)[8]
- Whatever Makes You Happy, Random House (2005)[9]
- Women's Letters, Dial Press (2005)
- Letters of the Century, America: 1900-1999, Dial Press (1999) (ред., в соавторстве с Стивеном Адлером)[10]
- Now, Soon, Later, для детей, Morrow (1996)
- New Year's Eve, Crown (1996)
- The Theory of Everything, Knopf (1991)
- Summer, Knopf (1985)